# 董琦
董琦（1472年—1546年），字天粹，号东楼，明朝官员，山东阳信县大董家庄（今商店镇大董村）人。

## 生平
弘治十七年（1504年）甲子科舉人，次年聯捷乙丑科进士，授山西高平县知县，升户部主事，又升本司署员外郎，正德十二年（1517年）正月升任陕西按察司佥事，复除山西按察司佥事，嘉靖四年（1525年）正月升河南布政使司右参议等职。《阳信县志》载其秉性耿直，一生仕途多舛。后辞官归乡，在本村建东楼书院，教书育人。嘉靖二十五年（1546年）卒，身後入祀當地鄉賢祠。乾隆《陽信縣志》有傳。
其画像、墓志至今尚存。墓碑在文革中被嚴重损毁。2008年，墓碑被當地村民重新立起。

## 家族
曾祖董禮。祖父董子友。父董彝，巡检。母吴氏。具庆下。弟珏、瑚、琏。子董邦政，六合縣令，抗擊倭寇有功。